# Józef-Piłsudski-Institut in Warschau
Das Józef-Piłsudski-Institut in Warschau (polnisch Instytut Józefa Piłsudskiego w Warszawie beziehungsweise Instytut Józefa Piłsudskiego Poświęcony Badaniu Najnowszej Historii Polski, deutsch Józef Piłsudski-Institut zur Erforschung der jüngeren Geschichte Polens) ist ein polnisches Forschungsinstitut und Kulturzentrum mit Sitz in der polnischen Hauptstadt.
Benannt ist es nach dem polnischen Militär, Politiker und Staatsmann, Marschall Józef Piłsudski (1867–1935). Zweck des Instituts ist das Studium der modernen polnischen Geschichte, insbesondere der Zweiten Polnischen Republik (1918–1939), der Zeit des Landes unter Besatzung (1939–1945), der Volksrepublik Polen (1945–1989) und der heutigen Republik Polen (ab 1989).
Neben diesem Institut in Warschau gibt es seit 1943 in New York City das Józef Piłsudski Institute of America und seit 1947 das Piłsudski-Institut in London.

## Geschichte

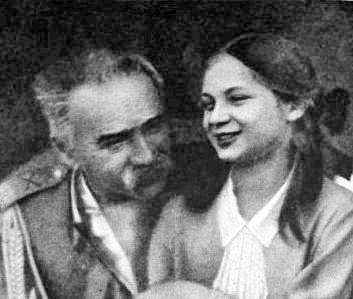
Die junge Jadwiga Piłsudska mit ihrem Vater (um 1934)

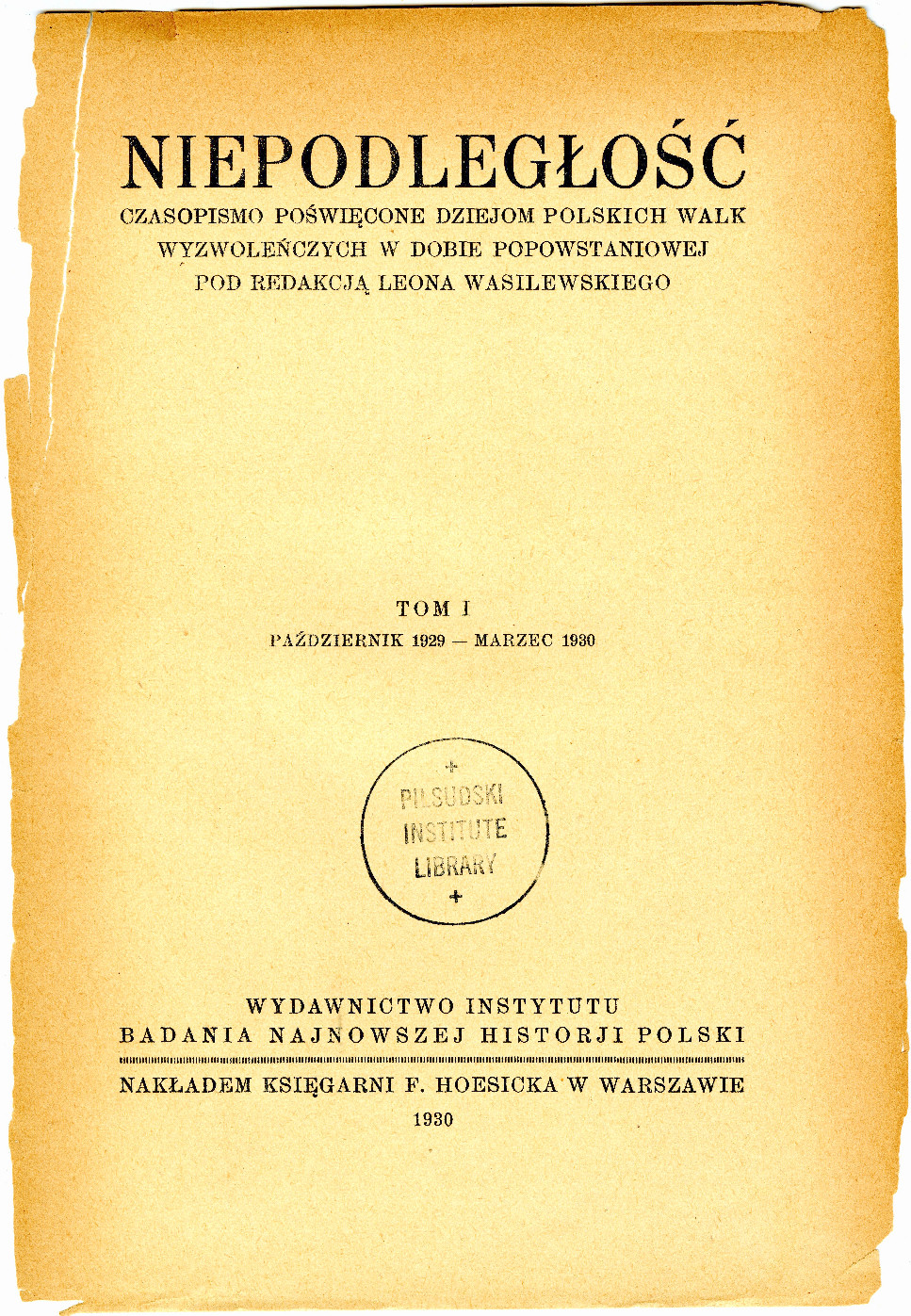
Titelseite der Erstausgabe von „Niepodległość”

Das heutige Józef-Piłsudski-Institut in Warschau ist eine traditionsreiche wissenschaftliche Einrichtung und steht in Nachfolge des ursprünglich im Jahr 1923 ebenfalls in Warschau gegründeten Instytutu badań najnowszej historii Polski (deutsch „Forschungsinstitut zur jüngeren Geschichte Polens“). Nach dem Tod Piłsudskis 1935 wurde es in Instytut Józefa Piłsudskiego Poświęcony Badaniu Najnowszej Historii Polski (deutsch „Józef-Piłsudski-Institut zur Erforschung der jüngeren Geschichte Polens“) umbenannt.
Nach dem deutschen Überfall auf Polen 1939 musste es aufgegeben werden und wurde am 4. Juli 1943, also noch während des Zweiten Weltkriegs, in New York City von einer Gruppe polnisch-amerikanischer Bürger und polnischer Emigranten an neuem Standort wiedergegründet. Im März 1947, nach dem Krieg, gründeten Polen im britischen Exil, darunter ehemalige Mitarbeiter Piłsudskis, das Piłsudski-Institut in London.
Erst nach dem Fall des Kommunismus in Europa im Jahr 1989 und der Überführung der Volksrepublik Polen in die heutige Republik konnte auch das Institut in Warschau wiedergegründet werden. Dazu trafen sich Vertreter der Piłsudski-Institute von New York und London in der britischen Hauptstadt. In Anwesenheit von Jadwiga Piłsudska (1920–2014), der jüngeren der beiden Töchter von Marschall Piłsudski, wurde der Beschluss gefasst, die Aktivitäten beider Institute in Polen zu koordinieren. Die Vizepräsidentin des amerikanischen Instituts, Danuta Julia Cisek, und der Generalsekretär des Instituts in London, Krzysztof Münnich, wurden mit der Ausführung beauftragt. Im Januar 1999 wurde die Vereinigung der Józef-Piłsudski-Institute „Zagranica“ (deutsch „Ausland“) gegründet. Zu den Gründungsmitgliedern zählten neben Jadwiga Piłsudska Persönlichkeiten wie Aleksander Gieysztor (1916–1999), Zbigniew Wójcik (1922–2014) und Andrzej Rottermund (* 1941). Erster Präsident wurde Zbigniew Wójcik. Ihm folgte am 17. Juni 2002 Andrzej Przewoźnik (1963–2010).
Im Jahr 2004 wurde die Vereinigung in das heutige Józef-Piłsudski-Institut in Warschau umgewandelt, das endlich, nach fünfundsechzigjähriger Unterbrechung, die Aufgaben des Instituts aus der Zeit (1923–1939) vor dem Zweiten Weltkrieg an alter Stätte wieder aufnehmen konnte. Auch das traditionsreiche wissenschaftliche Journal „Niepodległość” (deutsch „Unabhängigkeit“) wird frei von Zensur und politischem Druck erneut aufgelegt.
Beim tragischen Flugunfall von Smolensk am 10. April 2010 kam Andrzej Przewoźnik ums Leben. Zu seinem Nachfolger im Präsidentenamt wurde am 14. Dezember 2010 Arkadiusz Adamczyk (* 1969) gewählt. Ihm folgte am 12. Dezember 2014 Wiesław Wysocki (* 1950).